# Cartes del paisatge
Les cartes del paisatge són instruments de concertació d'estratègies entre els agents públics i els privats, aplicables a escala local, supramunicipal o comarcal, per tal de dur a terme actuacions de protecció, gestió i ordenació del paisatge, que tinguin per objectiu mantenir-ne els seus valors.
Les cartes es concreten mitjançant la signatura pública d'un document on s'estableixen els compromisos que adopten cadascuna de les parts signants en favor del paisatge i el calendari per assolir els objectius. Aquest tipus d'instrument s'ha demostrat útil en altres països, en contextos similars als nostres.
Les cartes del paisatge, que tenen un protocol per a la seva realització obra del Departament de Territori i Sostenibilitat, compten amb el seguiment de l'Observatori del Paisatge, que vetlla perquè siguin coherents amb els catàlegs de paisatge dels seus àmbits d'actuació.

## Continguts de les cartes del paisatge
El Decret 343/2006, de 19 de setembre, pel qual es desenvolupa la Llei 8/2005, de 8 de juny, de protecció, gestió i ordenació del paisatge, i es regulen els estudis i informes d'impacte i integració paisatgística, estableix quins han de ser els continguts de les cartes del paisatge.
En primer lloc una diagnosi de les dinàmiques del paisatge; a continuació, la definició d'objectius de qualitat paisatgística a assolir a l'àmbit de la carta i que han des ser coherents amb els inclosos al catàleg; i, finalment, l'elaboració d'un programa de gestió en el que es concretin les accions específiques que han d'emprendre els diversos agents, i en el qual ha de quedar garantida la participació ciutadana.

## Desenvolupament de cartes del paisatge
Al Principat s'han completat diverses cartes del paisatge. Es tracta de les de l'Alt Penedès (impulsada per Terra Vitium, el Consell Comarcal i la Generalitat); el Berguedà (Consell Comarcal i Generalitat); Vall de Camprodon (Mancomunitat de la Vall de Camprodon, Observatori del Paisatge i Generalitat), Alt Empordà (Consell Comarcal, Diputació de Girona, Observatori del Paisatge i Generalitat) i la del Priorat (impulsada pel Consell Comarcal, l'Observatori del Paisatge i la Generalitat).
Estan en fase de desenvolupament les cartes de la Vall del Tenes, al Vallès Oriental (impulsada per la Mancomunitat de la Vall del Tenes, l'Observatori del Paisatge i la Generalitat); la de la conca de la riera d'Argentona (promoguda pels municipis d'Argentona, Cabrera de Mar, Dosrius, Mataró i Òrrius; l'Observatori del Paisatge i la Generalitat); 